# Соколище (Витебская область)
Соколище (бел. Сакалі́шча) — агрогородок (ранее— деревня) в Россонском районе Витебской области Республики Беларусь. Административный центр Соколищенского сельсовета.

## География
Расположен в 26 км на юго-запад от Россон, 133 км от Витебска, 23 км от железнодорожной станции Борковичи, около реки Нища, на автомобильной дороге Полоцк—Клястицы.

## История
В годы Великой Отечественной войны в деревне действовал группа Соколищенского патриотического подполья.
В 2009 году деревня Соколище преобразована в агрогородок.

## Население

### Численность
- 2019 год — 238 жителей

### Динамика
- 1999 год — 363 жителей (перепись населения)
- 2001 год — 132 двора, 324 жителя
- 2009 год — 267 жителей (перепись населения)[4]
- 2019 год — 238 жителей (перепись населения)

## Инфраструктура
- Средняя школа
- Дом культуры
- Библиотека
- Отделение связи

## Достопримечательность

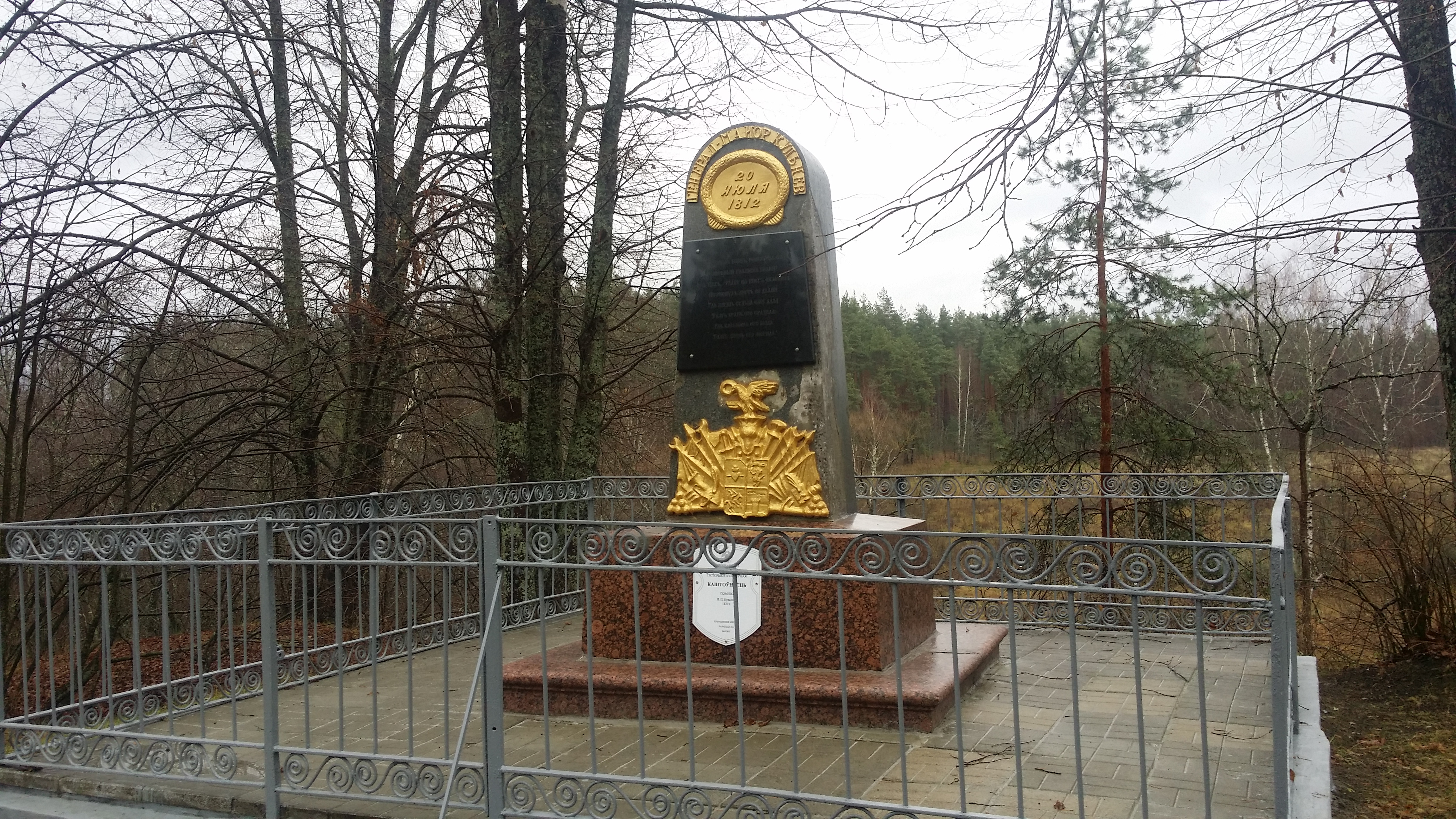
Памятник Я. Кульневу

- Памятник Я. КульневуЗамчище крепости Сокол (XVI век) —  Историко-культурная ценность Республики Беларусь, шифр 213В000715. Расположено недалеко от деревни Соколище.
- На западной окраине деревни расположено городище —  Историко-культурная ценность Республики Беларусь, шифр 213В000726.
- Памятник землякам, погибшим в Великой Отечественной войне.
- Братская могила советских воинов и партизан.
- В 1830 году установлен памятник генерал-майору Я. Кульневу[5][6], погибшему в июле 1812 года в Клястицкой битве, недалеко от деревни Сивошино (ныне не существует), на так называемом Сивошинском перевозе, в 7 километрах от деревни Соколище Россонского района, 0,8 км справа от автомобильной дороги на Полоцк, на берегу реки Дриссы. Там же, в 1972 году была установлена стела с рельефным портретом генерал-майора Я. Кульнева[7], указывающая направление к его памятнику.